# Gino Coutinho
Gino Coutinho (* 5. August 1982 in ’s-Hertogenbosch) ist ein niederländischer Fußballtorhüter, der 2001 mit der PSV Eindhoven Niederländischer Meister wurde.

## Vereinskarriere

### 2000–2008: Lange Jahre als Nummer zwei
Coutinho spielte in der Jugend der SV Real Lunet in Vught, als er durch Scouts der PSV Eindhoven entdeckt wurde. Bei der PSV erhielt er zur Saison 2000/01 seinen ersten Profivertrag. Sein Debüt in der Eredivisie gab er am 6. Mai 2001 beim 3:0-Heimsieg gegen den sc Heerenveen, als er in der 66. Minute für Stammtorhüter Ronald Waterreus eingewechselt wurde. Waterreus konnte aufgrund einer Wadenverletzung auch in den nächsten Begegnungen nicht auflaufen, so dass Coutinho hinter der Abwehr um Ernest Faber, Kevin Hofland, Jan Heintze oder Eric Addo in den vier verbleibenden Ligaspielen bis Saisonende zum Einsatz kam. Die PSV gewann alle vier Spiele, obwohl Coutinho dabei fünfmal hinter sich greifen musste. Am Ende der Saison feierte PSV die Meisterschaft; im verlorenen Pokalfinale stand allerdings Waterreus wieder zwischen den Pfosten, der sich den Arbeitsplatz im PSV-Tor in der folgenden Saison mit dem 34-jährige Routinier Patrick Lodewijks teilte.
Coutinho kam zu keinen weiteren Einsätzen und wurde zur Saison 2002/03 an den FC Den Bosch in seine Geburtsstadt ausgeliehen, wo er als Reservetorhüter in der Eerste Divisie jedoch ebenso wenig zum Zuge kam. Er kehrte zurück in die Eredivisie, wo er zunächst bei NAC Breda dreimal anstelle von Stammtorhüter Gábor Babos auflaufen durfte sowie einmal im UEFA-Pokal eingewechselt wurde. Anschließend kam er auch bei Vitesse Arnheim in zwei Spielzeiten nicht über die Rolle des Reservekeepers, zuletzt hinter Harald Wapenaar, hinaus. Coutinho kehrte zurück nach Den Bosch in die Eerste Divisie; hier sah es zunächst drei Monate lang so aus, als solle er eine Stammposition erobert haben, doch im Oktober 2006 musste er nach elf Ligaeinsätzen dem Finnen Niki Mäenpää den Platz im Tor überlassen.

### Seit 2008: Durchbruch und Erfolg bei ADO Den Haag
Zur Saison 2008/09 schloss Coutinho einen Vertrag mit Eredivisie-Wiederaufsteiger ADO Den Haag und kehrte damit erneut in die höchste Spielklasse zurück. Auf seinen Durchbruch musste er jedoch noch zwei weitere Jahre warten; zunächst war er hinter der Nummer eins Robert Zwinkels und dem jüngeren Boy Waterman nur der dritte Tormann bei ADO. Nachdem Zwinkels und Waterman zu Beginn der Saison 2009/10 verletzt waren und Coutinho aufgrund eines Gefängnisaufenthalts (siehe unten) nicht zur Verfügung stand, holte ADO Zweitligatorhüter Barry Ditewig, der den Großteil der Saison im Tor stand. In der Spielzeit 2010/11 profitierte Coutinho, mittlerweile 28 Jahre alt, von einer Verletzung Zwinkels’, der von Trainer John van den Brom erneut den Vorzug erhalten hatte, im ersten Ligamatch bei Vitesse. Ditewig hatte den Verein nach nur einer Saison wieder verlassen; dritter Torhüter war der erst 19-jährige Tom Boks. Coutinho nahm Zwinkels’ Platz ein, und während der Verein noch einige Wochen nach einem Ersatzmann suchte, avancierte Coutinho zum Stammtorwart. Er war einer der Garanten dafür, dass der Abstiegskandidat der Vorjahre zeitweilig auf Rang fünf der Liga stieg und am Saisonende als Siebter die Play-off-Spiele um einen Startplatz in der Europa-League-Qualifikation erreichte. Im entscheidenden Elfmeterschießen gegen den FC Groningen hielt er einen Schuss von Tim Sparv; ADO gewann das Duell vom Punkt mit 4:3 und zog erstmals seit der Saison 1987/88 in einen europäischen Wettbewerb ein.

## Nationalmannschaft
Mit der U-20-Nationalmannschaft von Trainer Mark Wotte, Assistent des verantwortlichen Bondscoachs Louis van Gaal, nahm Coutinho an der Junioren-Fußballweltmeisterschaft 2001 in Argentinien teil. Hier löste er nach dem ersten Match, einer 1:3-Niederlage gegen die Auswahl Costa Ricas, Maarten Stekelenburg ab und blieb bis zum Ausscheiden im Viertelfinale Torhüter der Niederländer.

## Erfolge
- Niederländischer Meister: 2001
- Johan Cruijff Schaal: 2001

## Privates
Anfang August 2009 wurde in einer Lagerhalle in Ens auf einem Grundstück Coutinhos, in der Nähe des Wohnhauses des Torhüters und seiner Freundin, bei einer Razzia eine Plantage mit etwa 4.200 Hanfpflanzen entdeckt. Der Torhüter wurde festgenommen und musste zwei Wochen im Gefängnis verbringen. Er habe von der Hanfzucht nichts gewusst, gab er an; sein Vater nahm in einem Geständnis die Verantwortung auf sich. Die Anklage lautete auf illegalen Hanfanbau, Urkundenfälschung und Geldwäsche. Coutinhos Vater wurde im März 2011 deshalb zu zwei Jahren Haft verurteilt. Am 5. Mai 2011 wurde der ADO-Torwart zu einem halben Jahr Gefängnis auf Bewährung sowie 240 Stunden Sozialarbeit verurteilt.